# دابل-کلیک

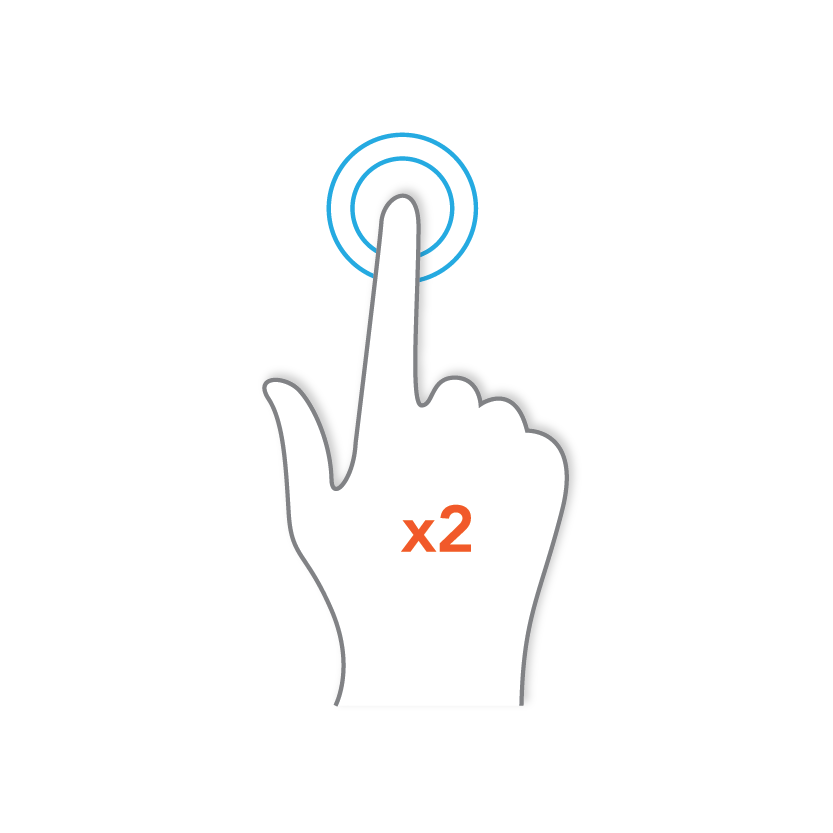
جسچر دابل-کلیک

دابل‌کلیک (به انگلیسی: Double-click) به معنی دو بار فشردن دکمۀ ماوس یا تاچ اسکرین به صورت پی‌درپی، سریع و بدون حرکت ماوس است که  به شما اجازۀ انجام دو کار مختلف با همان دکمۀ موس را می‌دهد. دابل کلیک توسط بیل اکینستون از شرکت اپل برای پروژۀ اپل لیسا ایجاد گردید. با یکبار کلیک کردن بر روی هر چیز، آن چیز مشخص یا انتخاب می‌شود در حالی که با دو بار کلیک کردن بر روی آن‌چیز عملیات مربوط به آن اجرا می‌شود. در مرورگر وب هر پیوند با یکبار کلیک کردن انتخاب می‌شود و با به‌کارگیری دکمۀ راست ماوس می‌توانید دیگر عملیات‌های مربوط به آن پیوند را انتخاب کنید. در صفحه‌نمایش‌های لمسی به دابل‌کلیک، دابل‌تپ می‌گویند که البته از آن به اندازۀ دابل‌کلیک استفاده نمی‌شود اما از عمل سه‌بارتپ‌ برای ویژگی بزرگ‌نمایی در صفحه‌های لمسی استفاده می‌شود.

## روینقشک
بر روی بیشتر سیستم‌ها، با دو بار کلیک کردن روی یک نقشک‌‌ (آیکان)، عملیات پیش‌فرض آن نقشک اجرا می‌شود. با دو بار کلیک کردن روی یک برنامه، برنامه راه‌اندازی می‌شود و با دو بار کلیک بر روی نقشک یک پروندۀ کامپیوتری، پرونده با برنامۀ پیش‌فرضی که مناسب فرمت و نوع آن پرونده است باز می‌شود.

## روی متن
در بسیاری از برنامه‌ها با دو بار کلیک روی یک متن، کل کلمه انتخاب می‌شود.

## مشکلات
کاربران جدید ماوس یا افراد سالخورده اغلب با دابل‌کلیک به دلیل نیاز به مهارت‌های حرکتی لازم به مشکل برمی‌خورند که این مشکلات ممکن است شامل سریع کلیک کردن و مشکل نگه داشتن ماوس وقتی که می‌خواهند دو بار کلیک کنند، بشود.
راه‌حل‌هایی برای حل این مشکلات:
- برای انتخاب یکبار کلیک کنید و دکمۀ اینتر را فشار دهید. (برای سیستم‌های ویندوزی)
- استفاده از صفحه‌کلید ناوبری به جای ماوس.
- تنظیم سیستم برای اینکه با یکبار کلیک، کار دو بار کلیک کردن انجام شود.
- تنظیم سیستم برای اینکه زمان تأخیر مجاز بین دو کلیک بیشتر شود.